# Ngân hàng Trung ương Nga

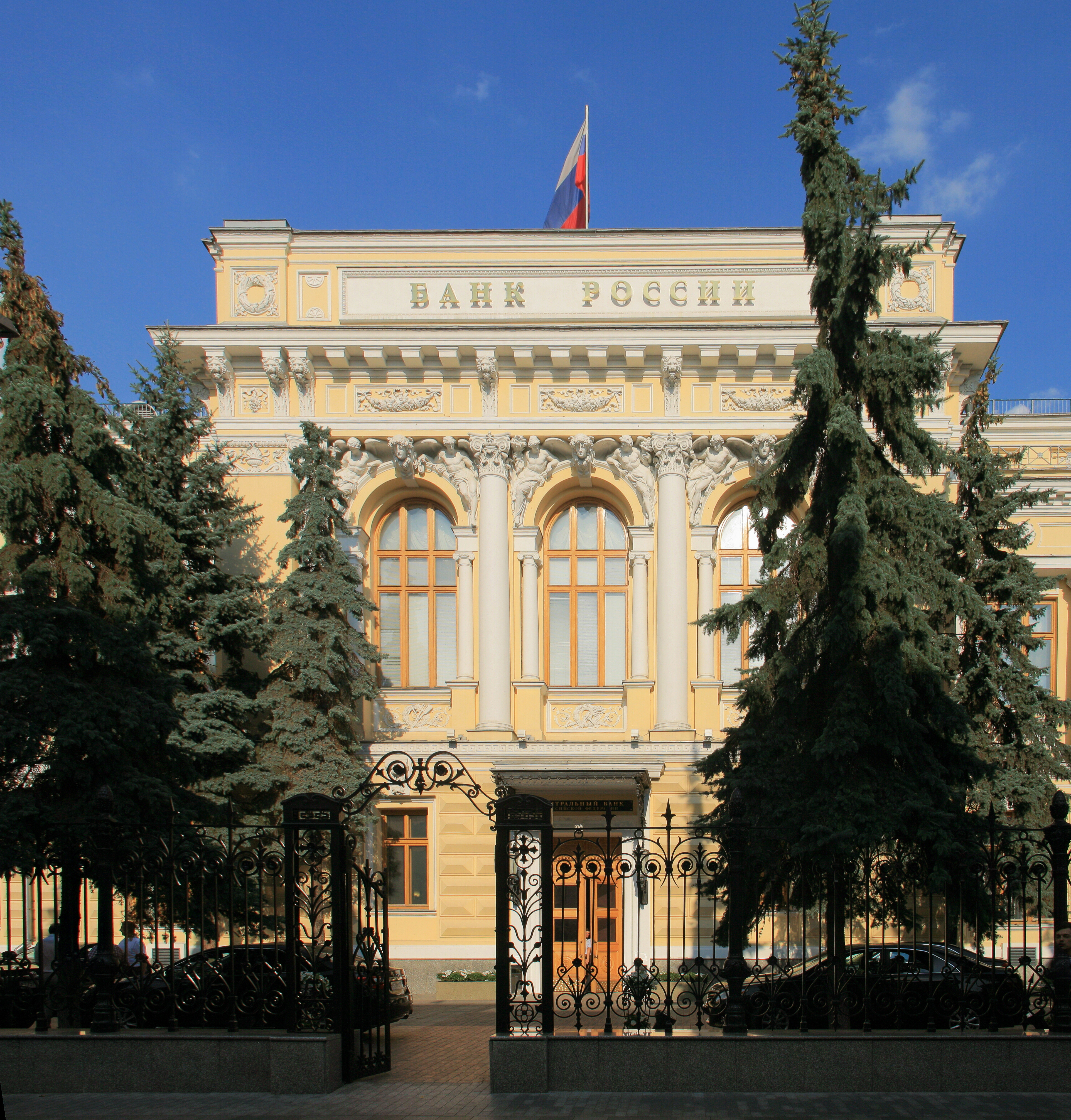
Trụ sở chính của Ngân hàng Trung ương Nga

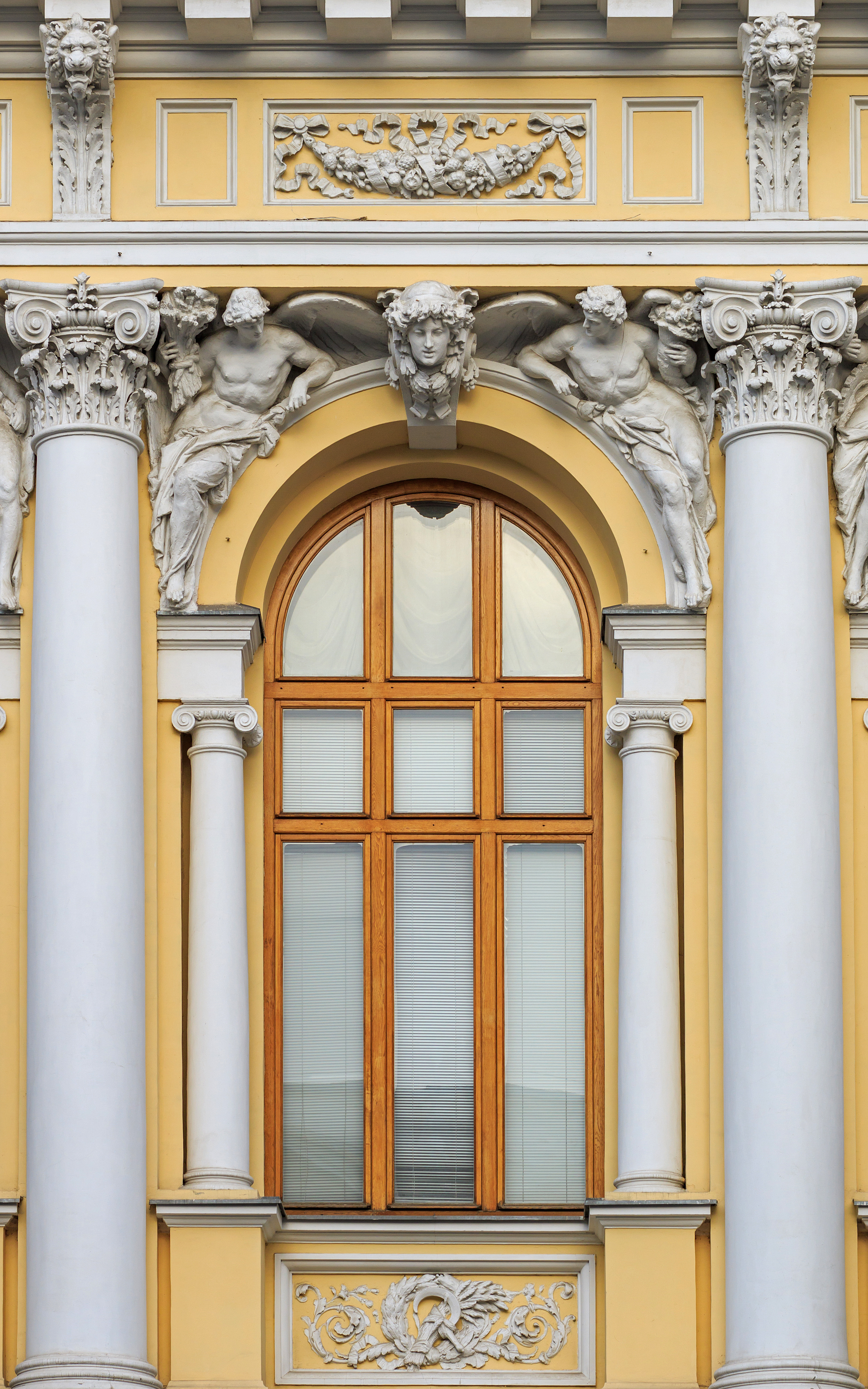
Kiến trúc cổ điển của Tòa nhà Ngân hàng Nga

Ngân hàng Trung ương Nga (tiếng Nga: Центральный банк Российской Федерации, tiếng Anh: Central Bank of the Russian Federation, viết tắt là CBR), tên giao dịch là Ngân hàng Nga (Банк России) là ngân hàng trung ương của Liên bang Nga. Ngân hàng Trung ương Liên bang Nga được thành lập vào ngày 13 tháng 7 năm 1990. Tiền thân của ngân hàng Trung ương Liên bang Nga có thể bắt nguồn từ Ngân hàng Nhà nước Đế quốc Nga được thành lập vào năm 1860 khi Quyết định thành lập Ngân hàng Nhà nước của Đế quốc Nga được Hoàng đế Peter III của Nga ban ra vào tháng 5 năm 1762. Hiện nay, Ngân hàng Nga có trụ sở chính tại Phố Neglinnaya ở Moscow. Chức năng của nó được quy định cụ thể tại Điều 75 Hiến pháp Nga. Theo hiến pháp, đây là một thực thể độc lập, có trách nhiệm chính trong việc bảo vệ sự ổn định của đồng tiền quốc gia là đồng rúp Nga (rúp), chức năng và quyền hạn của CBR đã được mở rộng đáng kể và ngân hàng trung ương đã nhận được tư cách là cơ quan quản lý quy mô về mọi mặt đối với thị trường tài chính của Nga.